# Курдюмов, Юрий Олегович
Юрий Олегович Курдюмов (род. 26 апреля 1946, гор. Сталинабад, ТаджССР) — заслуженный тренер России по лёгкой атлетике, тренер по лёгкой атлетике Центра спорта инвалидов Югры.

## Биография
Родился в городе Душанбе Таджикской ССР. В 1980 году окончил Душанбинский педагогический институт имени Т. Г. Шевченко. 
В Сургуте проживает с 1979 г., работал учителем физической культуры, военруком в средней школы № 3, председателем городского  профсоюза работников народного образования и науки (1983 – 1984 г.), директором средней школы № 13 (1985-1986 г.), 
Является тренером по лёгкой атлетике среди глухих и слабослышащих спортсменов.
В 2024 г. вышел на пенсию.

## Достижения
- Имеет высшую квалификационную категорию тренера-преподавателя по лёгкой атлетике
- Знак «Отличник физической культуры и спорта» (2000)[1]
- Звание «Ветеран труда» (2002)
- Заслуженный тренер России (2010)
- Заслуженный работник физической культуры Российской Федерации (2021)[2]
- Знак «За заслуги перед городом Сургутом» (2023)[3]

## Воспитанники
- Заслуженный мастер спорта России, чемпион и рекордсмен Европы по лёгкой атлетике, серебряный призёр Сурдлимпийских игр 2009 года и чемпион Сурдлимпийских игр 2013 года Максим Бган;
- Мастер спорта международного класса России по лёгкой атлетике, неоднократный призёр чемпионатов России и Европы Дмитрий Баймуратов;
- Мастер спорта международного класса России, рекордсменка России по лёгкой атлетике, серебряный призёр Сурдлимпийских игр 2013 года Юлия Любчик;
- Мастер спорта международного класса, Чемпион России по лёгкой атлетике, многократный призёр России по лёгкой атлетике, четырёхкратный призёр мира и Европы по лёгкой атлетике Олег Шайдецкий.
- Мастер спорта международного класса, рекордсмен российских соревнований, члена сборной команды России Александра Александрова.

## Творчество
Автор нескольких сборников стихотворений.
- Курдюмов Ю.О. Добрый вечер, Друзья! — Сургут: Дефис, 2001. — 120 с.
- Курдюмов Ю.О. С днём рождения! — Сургут: Дефис, 2006. — 40 с.
- Курдюмов Ю.О. Время прошлое иль это — Сургут: Дефис, 2011. — 108 с.
- Курдюмов Ю.О. Стихи. Держава — Сургут: Дефис, 2012. — 76 с.